# Redondeados
Redondeados är en ort i Mexiko.   Den ligger i kommunen Guadalupe y Calvo och delstaten Chihuahua, i den västra delen av landet, 1 100 km nordväst om huvudstaden Mexico City. Redondeados ligger 2 225 meter över havet och antalet invånare är 176.
Terrängen runt Redondeados är huvudsakligen kuperad, men åt sydväst är den bergig. Runt Redondeados är det mycket glesbefolkat, med 6 invånare per kvadratkilometer. Närmaste större samhälle är Mesa de San José, 18,1 km nordväst om Redondeados. I omgivningarna runt Redondeados växer huvudsakligen savannskog.